# Хероина
Хероина је био хрватски и бивши југословенски музички часопис.

## Историја
Хеорина је основана 1990. као независни часопис.  Први главни уредник часописа био је Бранко Малеш.  Први број је објављен 14. децембра 1990., а након шестог броја, објављеног у јуну 1991., Хероина је повучена. 
Часопис је обновљен 1994.  под називом Хероина нова.  Објавио је Глас Славоније под уредништвом Зорана Јачимовића.  Први број је објављен у јануару 1994., а последњи, 41. број, у јулу 1998. 